# Niekanin
Niekanin (deutsch Necknin) ist ein Dorf in der Woiwodschaft Westpommern in Polen. Es liegt in der Gmina Kołobrzeg (Landgemeinde Kolberg) im Powiat Kołobrzeski (Kolberger Kreis).

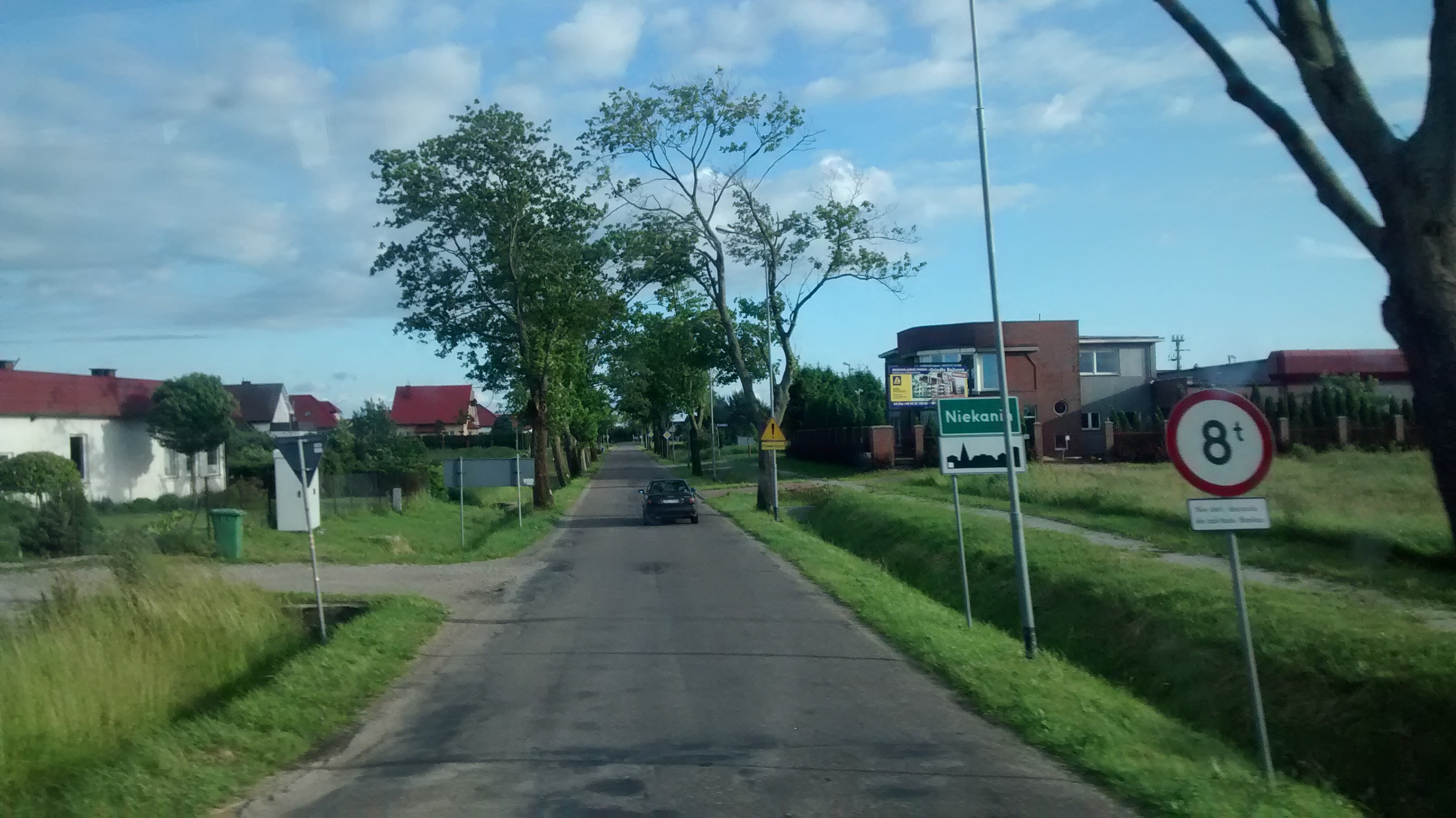
Ortsbild (Aufnahme von 2014)

## Geographische Lage
Das Dorf liegt in Hinterpommern, etwa 105 Kilometer nordöstlich von Stettin und etwa 4 Kilometer südöstlich der Stadtmitte von Kolberg. Nördlich des historischen Dorfkerns verläuft von Südost nach Nordwest die Woiwodschaftsstraße 163, deren Verlauf hier der ehemaligen Reichsstraße 124 entspricht, wobei sich die Bebauung inzwischen bis zur Woiwodschaftsstraße und an der Woiwodschaftsstraße entlang ausdehnt.

## Geschichte
Die erste urkundliche Erwähnung des Dorfes stammt aus dem Jahre 1287. Damals schenkte der Bischof von Cammin, Hermann von Gleichen, die Hälfte des damals „Neckanin“ genannten Dorfes, die zuvor Angehörige der adligen Familie Glasenapp vom Bischof zu Lehen hatten, an die Stadt Kolberg. Die Stadt ließ sich diese Schenkung von den Nachfolgern des Bischofs bestätigen, nämlich im Jahre 1290 von Bischof Jaromar und 1298 von Bischof Petrus. Der folgende Bischof, Heinrich von Wacholz, verkaufte nach einer Urkunde aus dem Jahre 1304 die andere Hälfte von Necknin an einige Kolberger Bürger.
Überliefert ist, dass ein aus Kolberg stammender Stralsunder Bürger namens Konrad Wiese im Jahre 1329 ein Testament machte, in dem er unter anderem 20 Kolberger Mark für die Ausbesserung des Weges in der Nähe des Hohen Berges bei Necknin bestimmte.
Der Dorfanteil, den Kolberger Bürger erworben hatten, kam zur Hälfte in den Besitz des Kolberger Domkapitels, zur Hälfte in den Besitz des Kolberger St.-Georgs-Hospitals.
Auf der Großen Lubinschen Karte des Herzogtums Pommern von 1618 ist der Ort als „Necmin“ eingetragen.
Vor dem Siebenjährigen Krieg gab es in Necknin 7 Vollbauernstellen, 1 Halbbauernstelle und 1 Kossätenstelle. Während des Siebenjährigen Krieges wurde Necknin niedergebrannt. Nach dem Krieg wurde es in der Dorfform eines zweizeiligen Straßendorfes neu aufgebaut. Zunächst erhielt es 8 Vollbauernstellen, von denen 4 der Stadt Kolberg, 2 dem Kolberger Domkapitel und 2 dem Kolberger St.-Georgs-Hospital gehörten.
In Ludwig Wilhelm Brüggemanns Ausführlicher Beschreibung des gegenwärtigen Zustandes des Königlich Preußischen Herzogtums Vor- und Hinterpommern (1784) ist Necknin als Kolberger Stadteigentumsdorf aufgeführt. Damals gab es hier 9 Bauernstellen und 2 Büdner, insgesamt 13 Haushalte („Feuerstellen“).
Um 1860 gab es in Necknin 24 Wohnhäuser, darunter das Schulhaus, und 29 Wirtschaftsgebäude. Es wurden 42 Pferde, 170 Rinder, 124 Landschafe, 44 Schweine und 7 Ziegen gehalten.
Eine Ziegelei gab es in Necknin bereits um 1850. Um 1900 wurde sie nördlich der Straße Kolberg–Körlin neu aufgebaut. Sie wurde amtlich als Wohnplatz mit dem Ortsnamen Martensche Ziegelei geführt (1905: 6 Einwohner). Um 1880 wurde ebenfalls nördlich der Straße Kolberg–Körlin ein „Rettungshaus für sittlich gefährdete Kinder“ eingerichtet. Es wurde amtlich als Wohnplatz mit dem Ortsnamen Erziehungsheim geführt (1905: 21 Einwohner).
Bis 1945 gehörte die Landgemeinde Necknin mit den Wohnplätzen Martensche Ziegelei und Erziehungsheim zum Landkreis Kolberg-Körlin in der preußischen Provinz Pommern.
Gegen Ende des Zweiten Weltkriegs wurde Necknin am 4. März 1945 durch die Rote Armee eingenommen. 1945 kam Necknin, wie ganz Hinterpommern, an Polen. Die Bevölkerung wurde vertrieben und durch Polen ersetzt. Der Ortsname wurde zu „Niekanin“ polonisiert. Heute gehört der Ort zur Gmina Kołobrzeg (Landgemeinde Kolberg).

## Entwicklung der Einwohnerzahlen
- 1816: 077 Einwohner[3]
- 1864: 178 Einwohner[3]
- 1871: 164 Einwohner[3]
- 1905: 169 Einwohner[3]
- 1919: 195 Einwohner[3]
- 1933: 132 Einwohner[3]
- 1939: 132 Einwohner[3]